# Aleksandr Winokurow (scenograf)
Aleksandr Wasiljewicz Winokurow (ros. Алекса́ндр Васи́льевич Виноку́ров; ur. 1922, zm. 2002) – radziecki scenograf animacji, animator. Zasłużony Malarz RFSRR (1985).

## Życiorys
Uczestnik II wojny światowej. W 1950 roku ukończył WGIK, następnie pracował w „Sojuzmultfilm”. Pracował w rysowanej animacji. Często występował w twórczej współpracy z artystami Leonidem Szwarcmanem i Piotrem Riepkinem. W animacji współpracował m.in. z reżyserami Lwem Atamanowem, Romanem Dawydowem, Iwanem Aksienczukiem, Borisem Diożkinem oraz Władimirem Połkownikowem. Był członkiem rady artystycznej „Sojuzmultfilm”.

## Wybrana filmografia
- 1950: Żółty bocian
- 1952: Szkarłatny kwiat
- 1954: Złota antylopa
- 1956: Bajka o przebiegłym szakalu i dobrym wielbłądzie
- 1957: Królowa Śniegu
- 1967: Maugli. Raksza
- 1968: Maugli. Porwanie
- 1969: Maugli. Ostatnie polowanie Akeli
- 1970: Maugli. Bitwa
- 1971: Maugli. Powrót do ludzi
- 1973: Maugli
- 1973: Wasilijok
- 1977: O trąbce i ptaszku (cz. I)
- 1984: Zima w Prostokwaszynie